# Bielikowicz
Bielikowicz (Bielikoicz) – polski herb szlachecki.

## Opis herbu
W polu czerwonym trzy srebrne haki pionowo ustawione (u Niesieckiego zwane wędami bądź jelcami, dwa skrajne połączone ze sobą belką lewo-ukośną. Nad tarczą korona szlachecka bez klejnotu.

## Najwcześniejsze wzmianki
Jeden ze starszych herbów ruskich.

## Herbowni
Białuski, Bielakowicz, Bielikowicz.